# Democracia radical
Democracia radical pode ser definida como "um tipo de democracia que sinaliza uma preocupação contínua com a extensão radical da igualdade e da liberdade". Outra característica é a ideia de que a democracia é um processo inacabado, inclusivo, contínuo e reflexivo.

## Teorias
Na democracia radical, existem três vertentes distintas, conforme articulado por Lincoln Dahlberg. Essas vertentes podem ser rotuladas como deliberativas, agonistas e autonomistas.
A primeira e mais notável vertente da democracia radical é a perspectiva agonística, que está associada à obra de Laclau e Mouffe. A democracia radical foi articulada por Ernesto Laclau e Chantal Mouffe em seu livro Hegemony and Socialist Strategy, escrito em 1985. Eles argumentam que os movimentos sociais que tentam criar mudanças sociais e políticas precisam de uma estratégia que desafie os conceitos neoliberais e neoconservadores de democracia. Essa estratégia é expandir a definição liberal de democracia, baseada na liberdade e igualdade, para incluir a diferença.
De acordo com Laclau e Mouffe, "democracia radical" significa "a raiz da democracia". Laclau e Mouffe afirmam que a democracia liberal e a democracia deliberativa, em suas tentativas de construir consenso, oprimem as diferentes opiniões, raças, classes, gêneros e visões de mundo. No mundo, em um país e em um movimento social, existem muitas (uma pluralidade de) diferenças que resistem ao consenso. A democracia radical não só aceita diferenças, dissidências e antagonismos, mas depende disso. Laclau e Mouffe argumentam com base no pressuposto de que existem relações de poder opressivas na sociedade e que essas relações opressivas devem se tornar visíveis, renegociadas e alteradas. Ao construir a democracia em torno da diferença e da dissidência, as relações de poder opressivas existentes nas sociedades podem vir à tona para que possam ser desafiadas.
A segunda vertente, deliberativa, está associada principalmente à obra de Jürgen Habermas. Essa vertente da democracia radical se opõe à perspectiva agonística de Laclau e Mouffe. Habermas argumenta que os problemas políticos que cercam a organização da vida podem ser resolvidos por deliberação. Ou seja, pessoas se reunindo e deliberando sobre a melhor solução possível. Este tipo de democracia radical está em contraste com a perspectiva agonística baseada no consenso e nos meios comunicativos: há um processo crítico reflexivo de chegar à melhor solução. Igualdade e liberdade estão na raiz da teoria deliberativa de Habermas. A deliberação é estabelecida por meio de instituições que podem garantir a participação livre e igual de todos. Habermas está ciente do fato de que diferentes culturas, visões de mundo e éticas podem levar a dificuldades no processo deliberativo. Apesar disso, ele argumenta que a razão comunicativa pode criar uma ponte entre visões e interesses opostos.
A terceira vertente da democracia radical é a vertente autonomista, que está associada às ideias comunistas de esquerda e pós-marxistas. A diferença entre esse tipo de democracia radical e os dois mencionados acima é o foco "na comunidade". A comunidade é vista como o puro poder constituído em vez dos indivíduos racionais deliberativos ou os grupos agonísticos como nas duas primeiras vertentes. A comunidade se assemelha a uma "multidão plural" (de pessoas) em vez da classe trabalhadora na teoria marxista tradicional. Essa pluralidade é o puro poder constituído e reivindica esse poder procurando e criando entendimentos mútuos dentro da comunidade. Esta vertente da democracia radical desafia o pensamento tradicional sobre igualdade e liberdade nas democracias liberais, afirmando que a igualdade individual pode ser encontrada nas singularidades dentro da multidão, a igualdade geral é criada por uma multidão inclusiva e a liberdade é criada pela restauração da multidão em seu puro poder constituído. Esta vertente de democracia radical é frequentemente um termo usado para se referir às perspectivas pós-marxistas do radicalismo italiano — por exemplo, Paolo Virno.

## Teoristas

### Perspectiva agonística
- William E. Connolly – Connolly está associado à promoção de uma democracia agonística. Uma democracia agonística concentra-se na contestação e não no consenso racional.[15] O discurso não é baseado na violência, mas envolve diferentes aspectos do conflito político. De acordo com Connoly, uma democracia agonística é baseada em um termo que ele chama de “respeito agonístico”, o que permite que as pessoas honrem diferentes fontes e opiniões conflitantes.[15]
- Ernesto Laclau – Associado à vertente agonística da democracia radical, conforme articulado em Hegemony and Socialist Strategy: Towards a Radical Democratic Politics.
- Chantal Mouffe – Associado à vertente agonística da democracia radical, conforme articulado em Hegemony and Socialist Strategy: Towards a Radical Democratic Politics.
- Roberto Mangabeira Unger - Roberto Mangabeira Unger defende que a sociedade não nasce do consenso, do compromisso e da busca da melhor opção, mas da luta e da contestação política.[16] Unger é um proponente da visão de uma democracia empoderada, que envolveria mudanças radicais na política central. Essas mudanças envolveriam mais instituições sociais nas quais todos pudessem interagir, discutir e efetivamente se capacitar para mudar drasticamente as circunstâncias econômicas, políticas e sociais.[16]
- Sheldon Wolin – O pensamento político de Wolin se alinha claramente com o ideal de uma democracia participativa.[17] Wolin foi o primeiro a articular a ideia de uma “democracia fugitiva” na qual a democracia seria uma experiência política e as pessoas comuns seriam os principais atores políticos. Wolin desafiou o consenso e pode, portanto, ser posicionado dentro da perspectiva agonística da democracia radical.[17]

### Perspectiva deliberativa
- Jürgen Habermas – Como observado acima, um proponente de uma democracia deliberativa e, portanto, posicionado dentro da perspectiva deliberativa.
- John Rawls – Junto com Habermas, um dos defensores mais influentes da democracia deliberativa. Para Rawls, são necessárias certas condições na democracia que possam garantir a participação igual de todos os cidadãos.[18] Ele também cria o termo “consenso sobreposto”, o que implica que, embora diferentes grupos multiculturais na sociedade tenham normas e valores contrastantes, sempre há concordância sobreposta em certos tópicos sociais, econômicos e políticos importantes.[18]

### Perspectiva autônoma
- Cornel West – West se descreve como um democrata radical e um socialista não marxista, o que o posiciona na vertente pós-marxista crítica da democracia radical.[19]
- Raya Dunayevskaya – Associada à vertente crítica pós-marxista da democracia radical.
- Paolo Virno – Representante do movimento marxista autônomo italiano.

## Criticismos

### Crítica na perspectiva agonística
Laclau e Mouffe defendem a democracia agonística radical, onde diferentes opiniões e visões de mundo não são oprimidas pela busca de consenso na democracia liberal e deliberativa. Como essa perspectiva agonística teve grande influência na literatura acadêmica, ela foi sujeita à maioria das críticas à ideia de democracia radical. Thomas Brockelman, por exemplo, argumenta que a teoria da democracia radical é uma ideia utópica. A teoria política, ele argumenta, não deve ser usada como uma visão de uma sociedade desejável. Na mesma linha, argumenta-se que a democracia radical pode ser útil no nível local, mas não oferece uma percepção realista da tomada de decisão no nível nacional. Por exemplo, as pessoas podem saber o que desejam ver mudando em sua cidade e sentir o desejo de participar do processo de tomada de decisão da futura política local. O desenvolvimento de uma opinião sobre questões em nível local geralmente não requer habilidades ou educação específicas. A deliberação para combater o problema do pensamento de grupo, em que a visão da maioria domina a visão da minoria, pode ser útil nesse cenário. No entanto, as pessoas podem não ser habilitadas ou dispostas o suficiente para decidir sobre problemas nacionais ou internacionais. Uma abordagem de democracia radical para superar as falhas da democracia é, argumenta-se, inadequada para níveis mais altos do que local.

### Crítica na perspectiva deliberativa
Habermas e Rawls defenderam a democracia deliberativa radical, onde o consenso e os meios de comunicação estão na raiz da política. No entanto, alguns estudiosos identificam múltiplas tensões entre participação e deliberação. Três dessas tensões são identificadas por Joshua Cohen, aluno do filósofo John Rawls:
1. Querer melhorar a qualidade da deliberação pode prejudicar a participação do público. Nesse caso, deputados e legisladores estão mais focados na argumentação e na deliberação do que em buscar promover os interesses de seus constituintes. Ao focar na deliberação razoável, os interesses de constituintes específicos podem ser subrepresentados.[22]
2. Por outro lado, buscar maximizar a participação do público pode prejudicar a qualidade da deliberação. A maximização da participação pública pode ser alcançada por iniciativas populares como referendos. Os referendos, no entanto, permitem que as pessoas decidam sobre um tópico importante com um voto sim/não. Usando um voto sim/não, as pessoas podem ser desencorajadas a se envolver em uma discussão fundamentada na criação de legislação. Também é argumentado que, por meio da maximização da participação do público, a manipulação e a supressão se tornam presentes.[22]
3. A deliberação depende de conhecimentos e interesses suficientes de todos os participantes, bem como de informações adequadas e de fácil acesso. Em muitas questões importantes, entretanto, o número de participantes com conhecimento suficiente é bastante limitado e, portanto, a qualidade da deliberação diminui quando mais participantes desinformados entram na discussão.[22]

### Democracia radical e colonialismo
Por causa do foco da democracia radical na diferença e no desafio das relações de poder opressoras, ela tem sido vista como propícia à teoria pós-colonial e à descolonização. No entanto, o conceito de democracia radical é vista em alguns círculos como de natureza colonial, devido à sua confiança em uma noção ocidental de democracia. Argumenta-se que a democracia liberal é vista pelo Ocidente como a única forma legítima de governo. A difusão da democracia liberal por meio do direito internacional como condição para o reconhecimento e o comércio com o Ocidente pode ser vista como uma forma de imperialismo novo e informal. A teoria da democracia radical é criticada por se situar nesse tipo de perspectiva da modernidade ocidental. Em sua tentativa de prescrever uma sociedade ideal, os teóricos da democracia radical não criam um novo tipo, mas sim reinventam a tradição ocidental dominante da democracia liberal. Além disso, a democracia radical desafia os processos de tomada de decisão de consenso que são essenciais para muitas práticas de governo indígenas.

## Reinterpretações e adaptações
Desde que Laclau e Mouffe defenderam uma democracia radical, muitos outros teóricos e profissionais adaptaram e mudaram o termo. Por exemplo, bell hooks e Henry Giroux escreveram sobre a aplicação da democracia radical na educação. No livro de Hook Teaching to Transgress: Education as the practice of freedom, ela defende uma educação onde os educadores ensinem os alunos a irem além dos limites impostos contra as barreiras raciais, sexuais e de classe para "alcançar o dom da liberdade". A obra de Paulo Freire, embora iniciada décadas antes de Laclau e Mouffe, também pode ser comparada. Teóricos como Paul Chatterton e Richard JF Day escreveram sobre a importância da democracia radical dentro de alguns dos movimentos autônomos na América Latina (nomeadamente o EZLN—Exército Zapatista de Libertação Nacional no México, o MST—Movimento dos Trabalhadores Rurais Sem Terra no Brasil e o Piquetero—Movimento dos Trabalhadores Desempregados na Argentina), embora o termo democracia radical seja usado de forma diferente nesses contextos.

## Democracia radical e ainternet
Com o surgimento da internet nos anos após o desenvolvimento de várias vertentes da teoria da democracia radical, a relação entre a internet e a teoria tem sido cada vez mais focada. A internet é considerada um aspecto importante da democracia radical, pois fornece um meio de comunicação que é central em qualquer abordagem da teoria.
Acredita-se que a internet reforce a teoria da democracia radical e a possibilidade real da democracia radical por meio de três maneiras distintas:
1. A internet fornece uma plataforma para discussões futuras sobre a democracia radical, contribuindo assim para o desenvolvimento da teoria;
2. A internet permite o surgimento de novas comunidades políticas e culturas democráticas que desafiam as ideias políticas existentes;
3. A internet fortalece a voz de grupos minoritários.

Este último ponto se refere ao conceito de uma esfera pública radical onde a voz no debate político é dada a grupos marginalizados ou oprimidos. Abordada a partir da teoria da democracia radical, a expressão dessas visões na internet pode ser entendida como ciberativismo. Nas atuais democracias representativas liberais, certas vozes e interesses são sempre favorecidos acima de outros. Por meio do ciberativismo, as opiniões e pontos de vista excluídos ainda podem ser articulados. Desta forma, ativistas contribuem para o ideal de uma heterogeneidade de posições. No entanto, a era digital não contribui necessariamente para a noção de democracia radical. As plataformas de mídia social possuem a oportunidade de desligar certas vozes, muitas vezes radicais. Isso é contraproducente para a democracia radical.

## Movimentos de massa contemporâneos comprometidos com a democracia radical
- Exército Zapatista de Libertação Nacional no México
- Movimento dos Trabalhadores Rurais Sem Terra no Brasil
- Piquetero na Argentina
- Abahlali baseMjondolo na África do Sul
- Partido Socialista dos Estados Unidos
- JungdemokratInnen/Junge Linke na Alemanha
- Partido da Democracia Radical (Estados Unidos)
- Democracia Radical (Chile)